# Marwan Hamdy
Marwan Hamdy (El Cairo, 15 de noviembre de 1996) es un futbolista egipcio que juega en la demarcación de delantero para el Pyramids FC de la Liga Premier de Egipto.

## Selección nacional
Hizo su debut con la selección de fútbol de Egipto el 7 de noviembre de 2019 en un encuentro amistoso contra Liberia que finalizó con un resultado de 1-0 a favor del combinado egipcio tras el gol de Hamdy Fathy.

## Clubes
| Club                | País   | Año       | Partidos | Goles |
| ------------------- | ------ | --------- | -------- | ----- |
| Misr Lel Makkasa SC | Egipto | 2016-2019 | 18       | 2     |
| Wadi Degla SC       | Egipto | 2019-2020 | 26       | 6     |
| Misr Lel Makkasa SC | Egipto | 2020      | 7        | 4     |
| Zamalek SC          | Egipto | 2020-2021 | 23       | 3     |
| Smouha SC           | Egipto | 2021-2022 | 34       | 15    |
| Al Masry SC         | Egipto | 2022-2024 | 32       | 8     |
| Pyramids FC         | Egipto | 2024-     | 21       | 2     |